# Guor Marial
Guor Marial (ur. 15 kwietnia 1984 w Pan de Tho) – południowosudański lekkoatleta, maratończyk. W trakcie Igrzysk XXX Olimpiady w Londynie reprezentował swój kraj pod flagą niezależnych sportowców olimpijskich i z czasem 2:19:32 zajął 47. miejsce w biegu maratońskim. Na letnich igrzyskach olimpijskich w Rio de Janeiro reprezentował Sudan Południowy (był chorążym podczas ceremonii otwarcia) i z czasem 2:22:45 zajął 82. miejsce w biegu maratońskim.

## Życiorys
W 1992 roku, w wieku ośmiu lat, Marial został porwany i osadzony w obozie pracy w czasie wojny domowej w Sudanie. W trakcie konfliktu zginęło 28 członków jego rodziny, on sam natomiast zdołał zbiec najpierw do Egiptu, a następnie na stałe do Stanów Zjednoczonych. W wieku 16 lat otrzymał azyl w Stanach i zamieszkał w Flagstaff w Arizonie. Rodzice Mariala przeżyli wojnę domową ale nie widział ich od 20 lat.

## Rekordy życiowe
- Maraton – 2:12:55 (3 czerwca 2012 roku w San Diego, Rock n’ Roll Marathon)